# Соссюрея ледниковая
Соссюрея ледниковая (лат. Saussurea glacialis) — вид многолетних трав семейства Астровые, или Сложноцветные (Asteraceae).

## Распространение
Распространена в Терскей Ала-Тоо (бассейн реки Сарыджаз, ледник Петрова, верховья реки Сары-Чат, урочища Ишигарт, Ара-Бель, водораздел между долинами Курга-Тепчи и Коянды, реки Сарыджаз против рек Ашу-Тер и Каска-Tep, верховье Джарык-Таш), в западной части Алайской долины (Кара-Казык).
Общее распространение — горы Средней Азии, Синьцзян (включая китайский Памир, Куньлунь, Тибет, китайский Каракорум).
Произрастает в альпийском поясе на щебнистых склонах, старых моренах и высокогорных плато.

## Ботаническое описание
Многолетник. Корневище тонкое, ветвистое, ползучее между щебнем, покрытое бурыми отмершими остатками листьев. Стебли короткие 1,5—6 см высотой, прямостоячие, неветвистые, плотно облиственные. Листья на верхней поверхности «мохнатые» от толстого войлока из длинных белых волосков, на нижней — менее волосистые или почти голые, в типе красновато-фиолетовые или зелёные; пластинки 1—4 см длиной, 0,4—1 см шириной, продолговатые или лопатчатые, притуплённые, с довольно крупными, на верхушке закруглёнными зубчиками или же почти цельнокрайние.
Корзинки плотно скучены в головчатое соцветие, окружённое верхними листьями.
Цветки розовые. Листочки обёртки наружные продолговато яйцевидные или продолговатые, красновато-фиолетовые или красновато бурые, одинаковые по длине между собой, мохнатые, особенно в верхней части, от густых белых длинных спутанных волосков; внутренние — ланцетовидные, слегка красновато-фиолетовые, глянцевитые, на верхушке заострённые, иногда зазубренные, перепончатые, прижато волосистые. Цветоложе коротко плёнчатое. Придатки пыльников волосистые. Хохолок белый, из одного ряда перистых на конце волосков, вдвое длиннее семянки; наружные щетинки единичные, опадающие, короткие. Семянки около 5 мм длиной, как правило, голые, почти неребристые. Цветёт в июле; плодоносит в августе.

## Таксономия
Saussurea glacialis Herd., Bulletin de la Société Impériale des Naturalistes de Moscou 40(3): 144. 1867.
Синонимы:
- Saussurea pamirica C.Winkl., 1890
- Saussurea violacea Pamp., 1934
- Saussurea chthonocephala Bornm., 1938
- Aplotaxis approximata Schischk. & Serg., 1944